# Język laotański
Język laotański (laot. ພາສາລາວ phaasaa laao) – język z grupy języków tajskich z rodziny taj-kadajskiej, używany przez ok. 5 mln ludzi. Jest blisko spokrewniony z językiem tajskim. Ma status języka urzędowego w Laosie.
Jest językiem tonalnym. Do jego zapisu stosuje się pismo alfabetyczno-sylabiczne pochodzenia indyjskiego (zob. devanagari), zbliżone do pisma tajskiego.